# Похлёбкин, Вильям Васильевич
Ви́льям (Ви́льям-А́вгуст) Васи́льевич Похлёбкин (20 августа 1923 года, Москва — 22 марта или 30 марта или ок. 31 марта 2000 года, Подольск, Московская область) — советский и российский историк-скандинавист, геральдист, географ, журналист, действительный член Всесоюзного географического общества, кандидат исторических наук.
Специалист по истории международных отношений и кулинарии, крупнейший знаток русской кулинарии.
Наибольшую известность — благодаря своим научным работам по кулинарии — Похлёбкин приобрёл как исследователь и популяризатор кулинарии, занимаясь гастрономической историей, семиотикой кухни и кулинарной антропологией. В частности, реконструировал древнерусское кушанье кундюмы (кундюбки) и ассортимент блюд и напитков в русской классической драматургии конца XVIII — начала XX века. Предложил также разнообразить пищевой рацион космонавтов и ввести для них купаж чёрного и зелёного чая. Монография Похлёбкина «История водки» была удостоена премии Ланге Черетто, присуждаемой интернациональным жюри кулинаров Англии, Франции, Германии и Италии. Почти все его кулинарные книги неоднократно переиздавались по просьбам читателей, общий тираж во всём мире приближается к 100 миллионов экземпляров.

## Биография
Родился в семье революционера Василия Михайловича Михайлова (1888—1954), типографского рабочего родом из Гжатска, участника революционного движения с 1906 года. Его подпольный псевдоним Похлёбкин, позднее заменивший фамилию, вероятно, был взят в честь деда, крепостного, который служил поваром у помещика и преуспел в приготовлении похлёбок, за что и получил соответствующее прозвище: «Больше ни у кого в роду склонности к поварской профессии не отмечалось, а мне, похоже, передалось, у меня есть что-то в кончиках пальцев».
В 1920 году Василий Похлёбкин был направлен в освобождённый город Тайгу для работы председателем ревкома, затем — исполкома; там он встретил свою будущую жену и мать Вильяма, школьную учительницу Эсфирь Симановскую (1898—1971), революционерку, члена РКСМ. В 1921 году избран секретарём Томского губкома, в 1922 году вместе с женой уехал в Москву для учёбы, где жил и работал все последующие годы.
По одной версии, Вильям Похлёбкин был назван в честь Уильяма Шекспира, по другой — Вил-Август, по инициалам В. И. Ленина и в честь Августа Бебеля, что затем превратилось в имя Вильям. В семье, тем не менее, сына называли Вильямом.
В 1941 году, окончив школу, ушёл добровольцем на фронт и прошёл почти всю Великую Отечественную войну разведчиком (рядовой). В боях под Москвой получил тяжёлую контузию и на передовой больше служить не мог. Зная три языка, он служил в полковом штабе, был дневальным на солдатской кухне, где старался разнообразить красноармейский паёк. Позже Похлёбкин написал: «Боевое состояние солдат не в последнюю очередь создавалось поваром — его умением, его талантом. Пища в чисто эмоциональном плане влияла на подъём духа, помогала ковать победу». В 1944 году написал письмо начальнику Главного политуправления Красной Армии, в котором отметил: «В связи с тем, что исход войны уже предрешён… всех способных людей следовало бы послать учиться, чтобы восстанавливали страну, чего и себе желаю». Ответ из политуправления оказался положительным. Одновременно с прохождением службы окончил заочные курсы немецкого языка. Помимо немецкого, хорошо знал сербскохорватский, итальянский и шведский.
В январе 1945 года поступил на факультет международных отношений МГУ (позднее — МГИМО), который окончил в 1949 году. Как студент получал литпаёк, на который он покупал книги. На госэкзаменах получил по марксизму-ленинизму единственную «четвёрку» за все пять лет учёбы и лишился диплома с отличием. В 1949—1952 годах учился в аспирантуре Института истории АН СССР. С 1952 года действительный член Всесоюзного географического общества. В 1952 году защитил диссертацию «Антинародная и антинациональная политика правящих кругов Норвегии накануне второй мировой войны (1935—1939 гг.)» и, получив в 1953 году степень кандидата исторических наук, начал работать младшим научным сотрудником в секторе новейшей истории в Институте истории АН СССР. В начале своей карьеры специализировался по Югославии и в аспирантуре Института истории написал большой труд по истории Хорватии. В 1952—1957 годах, будучи аспирантом, сотрудничал с журналом «Военная мысль», преподавал в Высшей дипломатической школе. В 1953—1978 годах редактор-консультант ряда советских энциклопедических изданий.
В 1955—1961 годах возглавлял основанный им журнал «Скандинавский сборник», выходивший в Тарту на гонорары от статей и переводов. С 1962 года член редколлегии журнала «Scandinavica» (Лондон-Нью-Йорк). Однако, по свидетельству академика Георгия Арбатова, Похлёбкин «не мог ужиться с директором Института истории и его прихвостнями». Был против существовавшего в Институте истории праздного времяпрепровождения, считая, что из-за этого нет возможности работать, и выступил со своей критикой на учёном совете. В итоге ему закрыли доступ в спецхран Государственной библиотеки им. В. И. Ленина и в государственные архивы, а также запретили открытые контакты с представителями иностранных государств. В 1963 году, когда учёный совет отклонил тему докторской диссертации Похлёбкина, он ушёл из Института истории и стал переписываться и вести обмен работами частным образом. Впоследствии отметил, что любит «индивидуальное творчество» и не терпит «организованности» в любой работе, поскольку «тогда исчезает и объективность, и полновесность любого исследования». В 1999 году стал Лауреатом международной премии Гуго Гроция в номинации «Заслуженный ветеран международного права».

### Работы по скандинавистике
Геополитические аспекты истории Северной Европы в наиболее обобщённом виде отразились в его книге «Финляндия как враг и как друг» (изданной позже в Москве под названием «СССР — Финляндия. 260 лет отношений 1713—1973»). Похлёбкин был противником утверждения о российской угрозе Северной Европе, считая, что это мнение «импортировали в Финляндию из Швеции». Проанализировав исторические факты начиная с 1617 года, пришёл к выводу о тенденции территориального роста России на северо-западе, который полностью прекратился к моменту вхождения в состав Российской империи Финляндии. Вместе с тем отметил факт присоединения к Финляндии Выборгской губернии в 1811 году, в результате чего Российская империя потеряла 789 квадратных миль, а также добровольную передачу Норвегии территории Русской Лапландии в 1826 году. Позиция Похлёбкина касательно вхождения Финляндии в состав России развивала выводы историков К. Ордина и М. Бородкина. Он констатировал, что обратной стороной признания советским правительством независимости Финляндии стало возникновение геополитической проблемы обеспечения безопасности Ленинграда. В частности, это усложнило решение задачи обеспечения надлежащей прочности системы ближней береговой обороны города.
Своей основной научной работой считал «Историю внешней политики Норвегии». Совместно с Г. А. Некрасовым нашёл в архивохранилищах богатые материалы по истории Норвегии и Швеции XVIII — начала XX веков. В статье «Политическая обстановка в Норвегии в 1905/07 гг. и влияние на неё первой русской революции» показал, как международная обстановка создала условия для разрыва шведско-норвежской унии и как шведское правительство не прибегло к военным мерам для восстановления статус-кво с Норвегией. Подготовил также публикацию прежде неизвестного документа по русско-норвежским отношениям — секретного письма норвежского премьер-министра К. Миккельсена министру иностранных дел Российской империи В. Н. Ламздорфу. В этом документе был впервые поднят вопрос о признании Россией независимости Норвегии.
В связи со 100-летием со дня рождения скандинависта Г. В. Форстена написал о нём статью, где подчеркнул, что Форстен инициировал изучение истории скандинавских стран в России. В рецензии было отмечено, что Похлёбкину «надо было более критически подойти к характеристике научного наследия Форстена, глубже раскрыть его слабые стороны, в частности, показать, что Форстен в большинстве случаев не мог справиться с задачами исторического синтеза».
В начале 1970-х годов советские власти не выпустили Похлёбкина в Финляндию, где он должен был получить премию в 50 тысяч долларов (по другому источнику — 200 тысяч долларов) за монографию «Урхо Калева Кекконен». Кекконен признал этот труд лучшим в ряду его биографий.
Л. С. Клейн отмечал, что в позднесоветское время мнения, что варяги были не скандинавами, а западными славянами, придерживались только историки В. Б. Вилинбахов, А. Г. Кузьмин и В. В. Похлёбкин.

### Работы по кулинарии
После того, как Похлёбкину закрыли доступ к источникам информации, его прежняя научная карьера фактически закончилась. Как знаток кулинарии и специалист по скандинавским странам, владевший иностранными языками, принимал участие в создании «Книги о вкусной и здоровой пище».
В течение нескольких лет жил на 38 копеек в день. В 1964—1965 годах четыре месяца добровольно питался лишь чёрным хлебом с купажом чёрного и зелёного чая. Он пришёл к выводу, что за счёт потребления полутора килограммов чёрного хлеба в день и крепкого, заваренного артезианской водой чёрного и зелёного чая четыре раза в день по две-три чашки без сахара можно сохранять работоспособность; при этом Похлёбкин, по собственному признанию, потерял всего один килограмм веса. В этот период писал свою первую работу о пищевых продуктах, «Чай», которая была опубликована в 1968 году. Работа зиждилась на солидной основе, в частности на собственной чайной коллекции, собранной в 1955—1968 годах. Помощь в сборе коллекции оказывали китайские чаеведы, образцы присылали также из Англии, ГДР, ФРГ, Камбоджи, Таиланда, Индонезии, Вьетнама и Лаоса. Книга «Чай» стала особенно популярной на традиционных кухонных посиделках советских диссидентов, в связи с чем газета «Социалистическая индустрия» опубликовала статью, где книга была названа «бездарной» и «ненужной». Сам Похлёбкин узнал о популярности своей книги лишь в 1993 году из интервью Зиновия Зиника «Литературной газете».
Писал кулинарные колонки в газете «Неделя», и ряд читателей покупал газету исключительно ради них. В то же время в ответ на публиковавшиеся в «Неделе» рецепты Похлёбкина приходили письма, где советские читатели возмущались, в частности, упоминаниями осетрины, которой не было в продаже. «Вкусные рассказы» Похлёбкина регулярно публиковались в «Огоньке». Перед публикацией своих первых кулинарных работ ему предложили сдать своеобразный экзамен для доказательства его кулинарной компетентности. Почти все рецепты, которые он публиковал, обычно были заранее им же приготовлены и продегустированы, чтобы не подвести читателя.
Еда по Похлёбкину — не проблема желудка, «а проблема сердца…, проблема восстановления национальной души». Так, по его мнению, существуют блюда, не исчезавшие из русской кухни более тысячелетия, такие, как щи с чёрным хлебом. Похлёбкин упомянул «неистребимый ничем аромат щей, щаной дух, который всегда стоял в русской избе». Сравнивая русскую кухню с французской, упомянул не имеющие, по его мнению, аналога во Франции квашеную капусту, солёные огурцы, сухие белые грибы, сметану и хрен.
В 1980-х годах написал статью «Соя», но её вторая часть первоначально не увидела свет, поскольку, как писал Похлёбкин, «пример трудолюбивых и экономных китайцев был расценён как выпад против разгильдяйства и бестолковости советского народа».
Летом 1990 года, в связи с «исчезновением» (как утверждал сам Похлёбкин) из продажи гречневой крупы и распоряжением советских Минпищепрома и Минздрава о выдаче этого продукта диабетикам по больничным справкам, Похлёбкин написал статью «Тяжёлая судьба русской гречихи».

### «Национальные кухни наших народов»
Одной из самых знаменитых книг по кулинарии является книга «Национальные кухни наших народов» (1978). Профессор философии Роналд Ф. Фельдштейн в своей работе, посвящённой В. Похлёбкину, пишет:

Одной из самых известных его публикаций был справочник о кухне каждой советской республики, а также о кухнях отдельных автономных областей, который впервые появился в 1978 году под названием «Национальные кухни наших народов». Большинство работ Похлёбкина по кулинарии не являются строго поваренными книгами, которые сосредоточиваются на рецептах и предлагают очень мало исторического и культурного фона. В работе Похлёбкина дело обстоит скорее наоборот: у него гораздо больше исторических и культурных деталей, чем в других подобных книгах. Это делает его уникальным историком кухни…

### Монография «История водки»
В 1991 году вышла монография «История водки», где Похлёбкин попытался установить, «когда началось производство водки в России и было ли оно начато раньше или позже, чем в других странах». Причиной написания монографии, по утверждению самого Похлёбкина, стал международный спор конца 1970-х годов о приоритете изготовления водки, когда, по словам автора книги, «ряд марок советской водки был подвергнут на внешних рынках бойкоту». Западноевропейские и американские фирмы на основании того, что производство водки у них началось раньше, чем в СССР (в 1918—1921 годах, тогда как в СССР — в 1924 году), подвергли сомнению право «Союзплодоимпорта» продавать и рекламировать свой товар как водку. Советскому Союзу для своих водочных марок (таких как «Столичная», «Посольская», «Пшеничная», «Сибирская», «Кубанская», «Юбилейная») было предложено найти другое наименование, например «спиртовой напиток». Осенью 1977 (по другим данным — 1978) года правительство Польской Народной Республики, по утверждению Похлёбкина, обратилось в Международный арбитражный суд, указав, что, поскольку водка была впервые изготовлена  в Польше, только польские фирмы могут продавать на внешних рынках товар под наименованием «водка». Подлинные документы удостоверили факт производства польской водки в 1540 году; в свою очередь, Институт истории АН СССР и Всесоюзный научно-исследовательский институт продуктов брожения Главспирта предоставили, соответственно, докторскую диссертацию М. Я. Волкова (1924—1997) «Очерки истории промыслов России. Вторая половина XVII — первая половина XVIII века. Винокуренное производство» (1979) и справку по истории производства водки в России. Диссертация, однако, лишь вскользь и безапелляционно утверждала, что винокурение в России началось «примерно на рубеже XV—XVI веков», тогда как справка содержала основанное на опечатке сведение из отрывного календаря за 1894 год, согласно которому «русское винокурение возникло в XII веке в городе Вятке».
В этот период особым решением Похлёбкину был предоставлен доступ в Центральный государственный архив древних актов. Хотя в самой Вятке, где гнали кумышку, издавна бытовало мнение, что производство водки началось там, Похлёбкин отверг эти сведения как мифические. Согласно Похлёбкину, винокурение возникло в одном из монастырей Русского государства в 1440—1470-х годах, причём «1478 год следует считать как крайний срок, когда винокуренное производство уже существовало некоторое время». Основываясь на данных по экономике Московского государства XIV—XV веков, заключил, что винокурение в России, вероятнее всего, началось, когда появились излишки хлеба вследствие применения повышающего урожайность трёхполья. При этом отсутствие соответствующих упоминаний в летописях и монастырских хозяйственных книгах объяснил двумя причинами: во-первых, ссылаясь на А. Л. Шлёцера, тем, что «русские летописи крайне скудно и неохотно сообщают даже очень крупные факты экономической истории», и во-вторых тем, что «средневековые историки-летописцы считали нужным более подробно освещать древние события, чему они не были свидетелями, чем события близкие к ним или современные им». В 1982 году Международный арбитражный суд в Гааге, как утверждает Похлёбкин, закрепил за СССР приоритет создания водки.
Как утверждает писатель, кандидат технических наук Б. В. Родионов, на самом деле поляки не подавали в Международный арбитражный суд никакого иска для закрепления исключительного права на производство водки и вообще не пытались в судебном порядке решить вопрос первенства в её изобретении. Никакого исследования «Союзплодоимпорт» Похлёбкину также не заказывал. Политолог В. Р. Мединский утверждает, что международный спор был, но имел иной предмет, нежели представленный в книге Похлёбкиным. Мединский, упомянув поражение польской стороны, пишет: «никакой международный суд никогда не выяснял, кто изобрёл водку. Речь вообще никогда не шла о приоритетах в изобретательстве, если так можно выразиться. Предмет разборок был „чисто“ коммерческий. Поляки решили доказать своё право на БРЕНД. На торговую марку».

### Убийство
Тело Похлёбкина было обнаружено в его квартире 13 апреля 2000 года директором издательства «Полифакт» Борисом Пастернаком после того, как Похлёбкин не пришёл в назначенный день (по другой версии, тело обнаружили, когда соседей Похлёбкина по лестничной клетке насторожил неприятный запах). По заключению судебно-медицинской экспертизы, смерть наступила в результате одиннадцати ранений, нанесённых предметом, похожим на шлицевую отвёртку. При этом, хотя Похлёбкин не пил, в его мышцах было обнаружено большое количество алкоголя. Согласно ГУВД
Московской области, «явных следов взлома и ограбления не зафиксировано». 13 апреля 2000 года по факту обнаружения тела было возбуждено дело, но следствие было в итоге приостановлено 22 октября 2001 года из-за «неустановления лица, подлежащего привлечению в качестве обвиняемого». Похоронен 15 апреля 2000 года на Головинском кладбище (уч. 1).
Общепринятой версии убийства нет. Среди версий: ограбление, приведшее к убийству; причастность спецслужб. Приоритетной была версия, связанная с ценной коллекцией книг и исторических документов, хранившейся в квартире. Перед смертью он успел завершить очередной том «Внешней политики…», «Татары и Русь», а также книгу «Кухня века». Многие работы остались неопубликованными.

### Личная жизнь
Во время работы в Тартуском университете познакомился со своей первой женой, эстонкой, которая родила ему дочь, названную древнескандинавским именем Гудрун (впоследствии — антрополог).
В 1971 году встретил свою вторую жену, 19-летнюю Евдокию Бурьеву, причём знакомство произошло по инициативе Евдокии. Хотя Похлёбкин не был гурманом и питался просто, во время совместной жизни с Евдокией он старался готовить вкусно и с выдумкой. Сам Похлёбкин жил очень скромно — когда вышел из строя холодильник, срезал на окрестных пустырях пучки крапивы, в которых стал хранить продукты. В 1975 году родился сын Август, но два года спустя Евдокия ушла — по её собственному признанию потому, что «пелёнки не вписывались в напряжённый творческий график» мужа. Он, однако, старался по возможности общаться с детьми, уехавшими впоследствии  за границу.
Брат — Роберт Васильевич Похлёбкин (1928—2018), переводчик-испанист. После смерти родителей у Похлёбкина ухудшились отношения с братом. После размена унаследованной квартиры Похлёбкин из центра Москвы попал сначала в подлежащую сносу хибару, затем в панельную пятиэтажку на Октябрьском проспекте, 1А в Подольске, где он и жил один вплоть до самой смерти. За свою жизнь собрал богатую библиотеку в 50 тысяч книг и подшивки газет; некоторые книги он привозил из археографических экспедиций по Северу России. Имел китайский фарфор XII века. По некоторым сведениям, до 1998 года у Похлёбкина были крупные денежные суммы, впоследствии утраченные из-за неудачных финансовых операций. Гонорары были небольшими, но после его смерти по Москве ходили слухи о запечатанных комнатах в его квартире, наполненных деньгами.

## Признание
Похлёбкин — действительный член Географического общества СССР (с 1952 года), лауреат медали У. К. Кекконена (за политическую биографию Урхо Кекконена) и премии Гуго Гроция в номинации «Заслуженный российский ветеран международного права». Кандидат исторических наук. Похлёбкин был основателем «Скандинавского сборника», членом редакционного совета международного органа скандинавистов «Scandinavica» и редактором-консультантом по странам Северной Европы в «Советской исторической энциклопедии»; Привлечён к созданию герба Российской Федерации.
В 2018 голу в подмосковном Подольске состоялось торжественное открытие мемориальной доски в честь «советского и российского ученого, историка, журналиста и писателя, крупнейшего знатока русской кулинарии Похлебкина». Мемориальная доска выполнена подольским скульптором Виктором Михайловым и установлена к 95-летию со дня рождения учёного, на доме № 1а на Октябрьском проспекте, в котором он проживал с 1967 по 2000 год.

## Оценки деятельности

### Положительные
Сегодня, когда Похлёбкин стал классиком, мы должны признать, что, объясняя принципы русской гастрономии и восстанавливая давно забытые рецепты, он охранял национальное достояние. В сущности, его благородный труд можно считать кулинарной экологией. Каждое выуженное из Леты блюдо — этот иероглиф отечественной культуры — не менее ценно, чем отстроенная церковь или спасённая икона.
Написал более сорока книг и более 600 различных статей; его избранные труды, изданные в 1996—1999 годах, составили шесть томов. Работы были переведены, в частности, на английский, немецкий, португальский, нидерландский, латышский, литовский, молдавский, норвежский, шведский, датский, финский, эстонский, польский, хорватский, венгерский и китайский языки. С ним консультировались геральдисты ряда стран, а иностранные слависты проводили научные конференции по работам Похлёбкина о влиянии еды на психологию персонажей русской литературы. Однокурсник Похлёбкина Вадим Загладин назвал его «человеком-энциклопедией», а редактор «Недели» Елена Мушкина вспоминала про «неподъёмный портфель» Похлёбкина, где он носил «гениальные статьи».
Кулинарная публицистика получила широкий отклик, сам получил прозвище «кулинарный Менделеев». Уже книгу «Чай» рекомендовали к чтению польские газеты «Экспресс вечёрны», «Жиче и новочеснощчь» и «Культура». По Ю. Морозову («Наука и жизнь»), Похлёбкин «открывал многим читателям через кухню большой пласт человеческой культуры». В журнале «Афиша-Еда» Ксения Шустова написала, что Похлёбкин «сделал гастрономию предметом истории, смазал сливочным маслом, полил квасным суслом и окропил водкой невнятный механизм русской тройки, пытаясь умерить её прыть и заставить притормозить в придорожном кафе». По Шустовой, кулинарное творчество Похлёбкина — «клад, который тысячекратно больше суммы входящих в него частей»: «рассказывая об истории чая или азербайджанских супах, Похлёбкин говорит о вечности». В одном некрологе было отмечено: «Через кулинарный рацион, по Похлёбкину, можно влиять на диалектику истории. Сверхзадача его книг — в этом влиянии». При этом похлёбкинские книги, особенно «Кухня века», — «это пушкинский „Памятник“, „Апология“ Сократа и „Как нам обустроить Россию“ одновременно».

### Критика
Урхо Кекконен относительно взглядов Похлёбкина на послевоенные советско-финские отношения сказал, что «оценка советского исследователя является весьма примечательной». Среди хельсинкских историков, однако, взгляды Похлёбкина были раскритикованы. Так, например, выступивший в печати профессор Хельсинкского университета Осмо Юссила охарактеризовал взгляды Похлёбкина на вхождение Финляндии в состав России как «царистские».
Определённой критике подверглась, в частности, «История водки». Среди прочего отмечались отсутствие сведений о перегонке зерна на спирт в начале XV века и трактовка неоднозначного слова «мор» как грипп. Вопреки написанному в монографии указывалось также, что в диссертации Д. И. Менделеева «Рассуждение о соединении спирта с водою», а также в других работах нет ничего о выявлении «оптимальной» крепости водки. Помимо этого, было замечено, что Похлёбкин плохо знаком с законом сохранения массы в химических или физико-химических процессах: «… если мы возьмём литр чистой воды и смешаем его с литром 96°—98° спирта, то получится не два литра жидкости, а гораздо меньше… Что же касается уменьшения веса смеси, то оно будет выражено ещё резче, чем уменьшение объёма». По А. Я. Бушкову, «незаурядная эрудиция, продемонстрированная В. В. Похлёбкиным на многих страницах его увлекательной книги, сменяется невнятными (и самое главное — неверными) рассуждениями при переходе границы между гуманитарной и естественно-научной сферами».